# 早前期

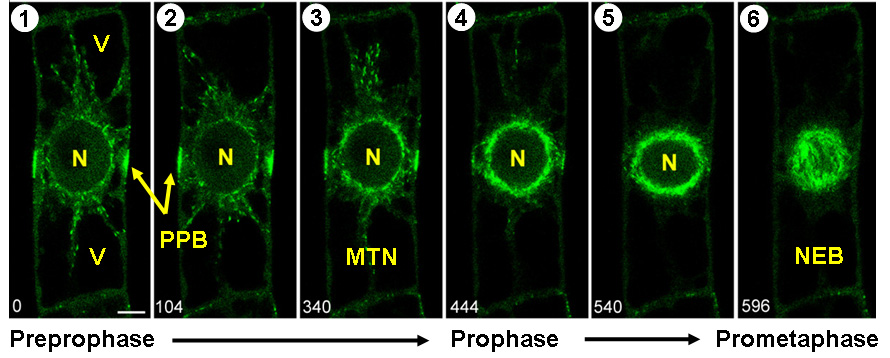
早前期与早期的微管动态，从Donukshe等人作品中修改 。该图记录了烟草BY-2细胞自有丝分裂开始12分钟内的变化。微管正极被绿色荧光蛋白标记并与拟南芥EB1蛋白结合。N为细胞核，V为液泡，PPB为早前期带，MTN为微管开始在核膜外聚集，NEB为核膜在前中期解体。

早前期是有丝分裂中植物细胞所特有的一段分期。动物细胞或真菌等真核生物无此阶段。植物在此期间透過致密微管形成早前期带将质膜一分为二并开始在核膜外形成微管核。

## 在细胞周期中的作用
植物细胞被互相固定在其生长的植物组织中。动物胚胎中的特定细胞细胞可以通过移动产生新的组织，但高等植物种子完全依靠定向的细胞分裂和随后内细胞的延长和分化而在细胞壁内成长。因此准确控制细胞分裂的时间和未来细胞壁的位置对于植物细胞以正确形式形成组织和器官来说是关键的。
植物体细胞有丝分裂中，早前期起到了在细胞进入前期前建立分裂板与未来细胞壁准确位置的作用。细胞在早前期中以微管形成了致密的早前期带。一种目前未知的机制可“记忆”早前期带的位置并指导细胞在胞质分裂时在正确位置形成新细胞壁。在配子体组织在植物生活周期的繁殖阶段中细胞分裂可不需要早前期带而完成分裂。
高度液泡化的植物细胞中，早前期可在成膜粒形成后开始。成膜粒用于将细胞核牵引至细胞中央以为有丝分裂准备。如果成膜粒在显微镜下可见，则早前期带在其外边缘上。

## 早前期带的形成
早前期开始时，植物细胞皮质化微管消失并在聚集在一个将质膜一分为二的致密环上。早前期带排列在以后纺锤体所在的赤道板上并标记出细胞分裂的平面和未来细胞板所在的位置。早前期带包含微管、微丝、肌动蛋白并一直存在到前期。当细胞轴垂线被早前期板包围后纺锤体开始形成。

## 微管成核
植物细胞缺乏动物细胞具有的中心体去形成微管，因此植物细胞核膜本身起到了微管组织中心的作用。首先核膜附近会出现一些无肌动蛋白区域，该区域中微管结合在核膜表面。核膜周围原生质中微管自我组装成早前期纺锤体。染色体动粒调节纺锤体在前期末核膜裂解时的组装加强了早前期纺锤体的生成。

## 过渡进入前期
细胞在早前期向前期过渡时，随机排布的微管沿纺锤体轴平行排列于核膜表面，该结构被称为前期纺锤体。在核膜裂解后，早前期带消失，前期纺锤体成长进入中期，纺锤体占据了原核膜所在位置。通过药物破坏微丝的实验证明肌动蛋白可能起到为在早前期带分解后“记忆”分裂板位置供胞质分裂时是用的作用。

## 脚注
1. ↑  Dhonukshe, P, Mathur, J, Hülskamp, M, Gadella, TWJ. . BMC Biology. 2005, 3: 11. PMC 1087477 . PMID 15831100. doi:10.1186/1741-7007-3-11.
2. ↑  Otegui M, Staehelin LA. . Current Opinion in Plant Biology. 2000, 3 (6): 493–502. PMID 11074381. doi:10.1016/S1369-5266(00)00119-9.
3. 1 2  Hoshino H, Yoneda A, Kumagai F, Hasezawa S. . Protoplasma. 2003, 222 (3-4): 157–165. PMID 14714204. doi:10.1007/s00709-003-0012-8.
4. ↑  Smirnova EA, Bajer AS. . Cell Motil. Cytoskeleton. 1998, 40 (1): 22–37. PMID 9605969. doi:10.1002/(SICI)1097-0169(1998)40:1<22::AID-CM3>3.0.CO;2-H.
5. ↑  Dixit R, Cyr RJ. . Protoplasma. 2002, 219 (1-2): 116–121. PMID 11926062. doi:10.1007/s007090200012.